# Sobole (Wieliczki)
Sobole (deutsch Sobollen, 1938–1945 Richtenberg) ist ein Dorf in der polnischen Woiwodschaft Ermland-Masuren und gehört zur Landgemeinde Wieliczki (Wielitzken, 1938–1945 Wallenrode) im Powiat Olecki (Kreis Oletzko, 1933–1945 Kreis Treuburg).

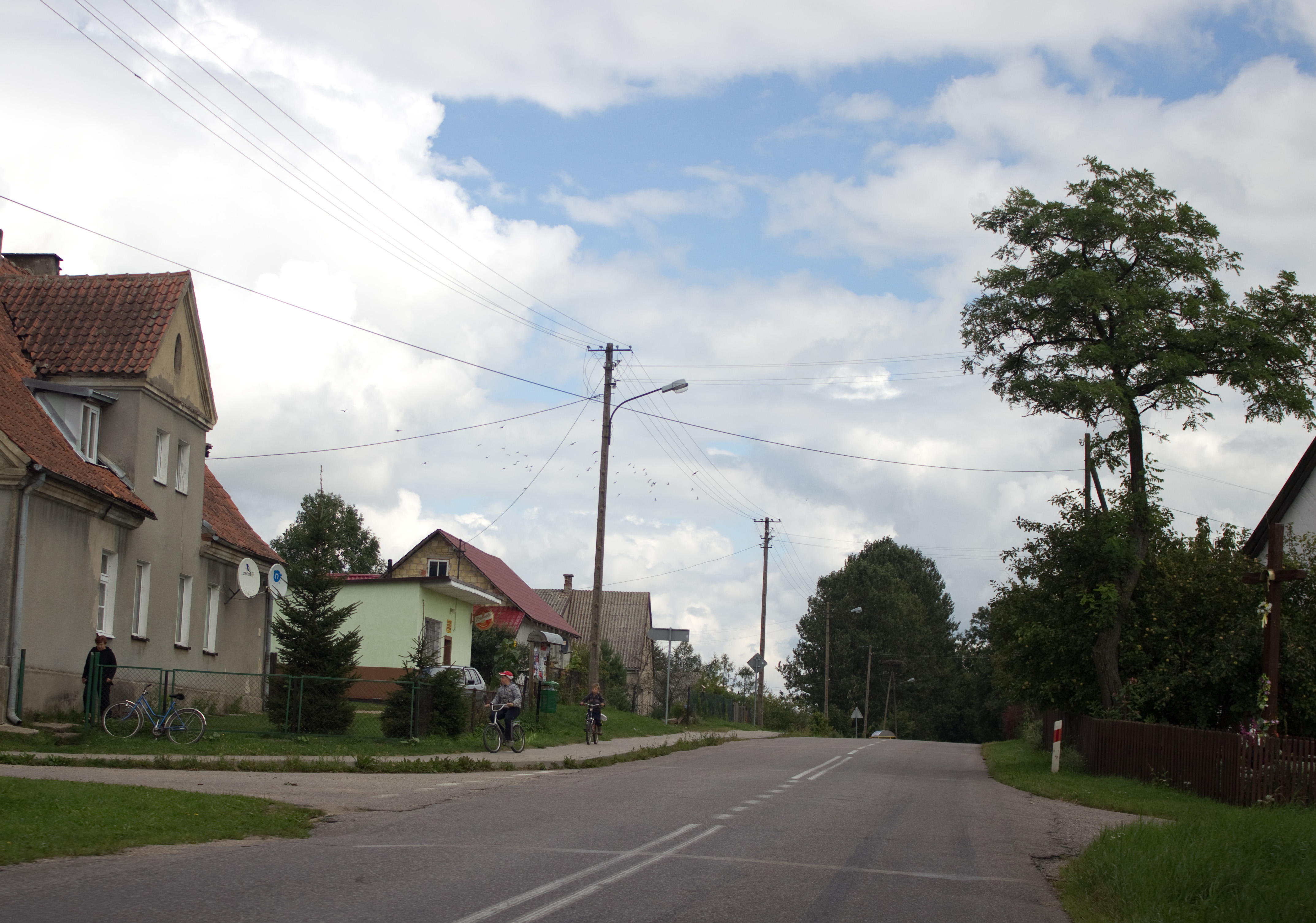
Ortsdurchfahrt (DW 655) Sobole

## Geographische Lage
Sobole liegt im Osten der Woiwodschaft Ermland-Masuren, elf Kilometer südöstlich der Kreisstadt Olecko (Marggrabowa, umgangssprachlich auch Oletzko, 1928–1945 Treuburg).

## Geschichte
Unter dem Namen Pohibel wurde der vor 1785 Zobollen und bis 1938 Sobollen genannte Ort im Jahre 1471 gegründet. Zwischen 1874 und 1945 war das Dorf in den Amtsbezirk Wielitzken (polnisch Wieliczki) eingegliedert, der – 1938 in „Amtsbezirk Wallenrode“ umbenannt – zum Kreis Oletzko (1933–1945: Kreis Treuburg) im Regierungsbezirk Gumbinnen der preußischen Provinz Ostpreußen gehörte.
Im Jahre 1910 zählte Sobollen 213 Einwohner, im Jahre 1933 waren es 243.
Aufgrund der Bestimmungen des Versailler Vertrags stimmte die Bevölkerung im Abstimmungsgebiet Allenstein, zu dem Sobollen gehörte, am 11. Juli 1920 über die weitere staatliche Zugehörigkeit zu Ostpreußen (und damit zu Deutschland) oder den Anschluss an Polen ab. In Sobollen stimmten 160 Einwohner für den Verbleib bei Ostpreußen, auf Polen entfiel keine Stimme.
Am 3. Juni (amtlich bestätigt am 16. Juli) des Jahres 1938 wurde Sobollen aus politisch-ideologischen Gründen der Abwehr fremdländisch klingender Ortsnamen in „Richtenberg (Kr. Treuburg)“ umbenannt. Die Einwohnerzahl belief sich im Jahre 1939 auf 215.
In Kriegsfolge kam das Dorf 1945 mit dem gesamten südlichen Ostpreußen zu Polen und erhielt die polnische Namensform „Sobole“. Heute ist das Dorf Sitz eines Schulzenamtes (polnisch sołectwo) und eine Ortschaft im Verbund der Landgemeinde Wielitzken (1938–1945: Wallenrode, polnisch Wieliczki) im Powiat Olecki (Kreis Oletzko, 1933–1945 Kreis Treuburg), bis 1998 der Woiwodschaft Suwałki, seither der Woiwodschaft Ermland-Masuren zugehörig.

## Kirche
Bis 1945 war Sobollen resp. Richtenberg in die evangelische Kirche Wielitzken in der Kirchenprovinz Ostpreußen der Kirche der Altpreußischen Union sowie in die katholische Pfarrkirche Marggrabowa im Bistum Ermland eingepfarrt.
Heute gehört Sobole katholischerseits zur Pfarrkirche Wieliczki im Bistum Ełk der Römisch-katholischen Kirche in Polen. Hier lebende evangelische Kirchenglieder orientieren sich zu den Kirchen in Ełk (Lyck) bzw. Suwałki, beide in der Diözese Masuren der Evangelisch-Augsburgischen Kirche in Polen gelegen.

## Verkehr
Sobole liegt an der bedeutenden Woiwodschaftsstraße DW 655, die zwischen den Woiwodschaften Ermland-Masuren und Podlachien verläuft und die Regionen Giżycko (Lötzen), Olecko und Suwałki miteinander verbindet.
Die nächste Bahnstation ist Wieliczki Oleckie an der nur noch sporadisch im Güterverkehr befahrenen Bahnstrecke Olecko–Suwałki.